# Zalesie (Świętajno)
Zalesie (deutsch Salleschen, 1938 bis 1945 Tannau (Ostpr.)) ist ein Dorf in der polnischen Woiwodschaft Ermland-Masuren und gehört zur Landgemeinde Świętajno (Schwentainen) im Powiat Olecki (Kreis Oletzko, 1933 bis 1945 Kreis Treuburg).

## Geographische Lage
Zalesie liegt im Osten der Woiwodschaft Ermland-Masuren, 17 Kilometer westlich der Kreisstadt Olecko (Marggrabowa, umgangssprachlich auch Oletzko, 1928 bis 1945 Treuburg).

## Geschichte
Im Jahre 1567 wurde das nach 1818 Saleschen, dann bis 1938 Salleschen, genannte Dorf gegründet. Zwischen 1874 und 1945 war es in den Amtsbezirk Wessolowen (polnisch Wesołowo, der Ort existiert heute nicht mehr) eingegliedert, der ab 1938 als „Amtsbezirk Fronicken“ (der Ort hieß bis 1938 „Wronken“) fortgeführt wurde und zum Kreis Oletzko (1933 bis 1945 Kreis Treuburg) im Regierungsbezirk Gumbinnen der preußischen Provinz Ostpreußen gehörte.
Salleschen verzeichnete im Jahre 1910 insgesamt 423 Einwohner. Ihre Zahl verringerte sich bis 1933 auf 361.
Aufgrund der Bestimmungen des Versailler Vertrags stimmte die Bevölkerung im Abstimmungsgebiet Allenstein, zu dem Salleschen gehörte, am 11. Juli 1920 über die weitere staatliche Zugehörigkeit zu Ostpreußen (und damit zu Deutschland) oder den Anschluss an Polen ab. In Salleschen stimmten 276 Einwohner für den Verbleib bei Ostpreußen, auf Polen entfiel keine Stimme.
Am 3. Juni – amtlich bestätigt am 16. Juli – des Jahres 1938 wurde Salleschen aus politisch-ideologischen Gründen der Abwehr fremdländisch klingender Ortsnamen in „Tannau (Ostpr.)“ umbenannt. Als solcher betrug seine Einwohnerzahl im Jahre 1939 noch 324.
In Kriegsfolge kam der Ort 1945 mit dem gesamten südlichen Ostpreußen zu Polen und erhielt die polnische Ortsbezeichnung „Zalesie“. Heute ist das Dorf Sitz eines Schulzenamtes (polnisch sołectwo) und somit ein Ortsteil der Landgemeinde Świętajno (Schwentainen) im Powiat Olecki (Kreis Oletzko, 1933 bis 1945 Kreis Treuburg), vor 1998 der Woiwodschaft Suwałki, seither der Woiwodschaft Ermland-Masuren zugeordnet.

## Kirche
Bis 1945 war Salleschen resp. Tannau in die evangelische Kirche Schwentainen in der Kirchenprovinz Ostpreußen der Kirche der Altpreußischen Union und in die katholische Pfarrkirche Marggrabowa (1928 bis 1945 Treuburg, polnisch Olecko) im Bistum Ermland eingepfarrt.
Heute gehört Zalesie zur evangelischen Kirchengemeinde Wydminy (Widminnen), einer Filialgemeinde der Pfarrei Giżycko (Lötzen) in der Diözese Masuren der Evangelisch-Augsburgischen Kirche in Polen bzw. zur katholischen Pfarrkirche Świętajno im Bistum Ełk (Lyck) der Römisch-katholischen Kirche in Polen.

## Verkehr
Zalesie ist verkehrsgünstig über die Woiwodschaftsstraße DW 655 zu erreichen, von der in Wronki (Wronken, 1938 bis 1945 Fronicken) eine Zubringerstraße abzweigt. Bis 1945 war Wronki (Fronicken) auch die nächste Bahnstation. Sie lag an der Bahnstrecke Kruglanken–Marggrabowa (Oletzko/Treuburg) (polnisch Kruklanki–Olecko), bis diese in Kriegsfolge außer Betrieb gestellt wurde.